# Denial (canção)
"Denial" é uma canção do girl group britânico Sugababes, para o quinto álbum de estúdio do grupo Change, lançado em 2007. Coincidindo com o início da Change Tour do grupo em 2008, foi lançado em 10 de março de 2008 como o quarto e último single do álbum. VV Brown escreveu "Denial" para a banda enquanto ela estava na Victoria line do Metro de Londres e tentou "entrar em suas mentalidades" durante o processo. Os produtores de Sugababes e da música, Flex Turner e Elliot Malloy, co-escreveu. Composto por versos de staccato, um refrão harmonioso, "Denial" é uma canção Europop e soft rock que  contem amostras "Standing in the Way of Control" de The Gossip.
A música recebeu críticas mistas dos críticos, que eram ambivalentes em relação à sua composição, mas se tornaram um sucesso comercial em toda a Europa, onde foi atingido o número um na Czech Singles Chart da República Checa, número quatro na Austrian Singles Chart e dentro dos vinte primeiros no gráficos na Alemanha, Hungria, Irlanda e Suíça. Chegou ao número 15 no UK Singles Chart. Harvey B-Brown dirigiu o Videoclipe da música, que foi inspirado pela Vogue e contém características editoriais de moda. As Sugababes cantaram "Denial" no Take away de Saturday Night de Ant & Dec, Festival Oxegen de 2008 e durante a Change Tour.

## Desenvolvimento e lançamento
A cantora e compositora inglesa VV Brown escreveu "Denial" enquanto ela estava na Victoria line do Metro de Londres. Brown disse ao Metro, que as músicas que ela escreve para o prazer vêm espontaneamente para ela. Ela compôs "Denial" especificamente para as Sugababes e tentou "entrar em suas mentalidades" no processo. A música foi submetida ao grupo e recebida por sua administração;  a banda apreciou a música e gravou-a para o seu quinto álbum de estúdio do grupo, Change. Brown descreveu sua contribuição para a banda como "validação que eu realmente achei que eu estou em ambos os territórios como escritora, como produtora e como artista".
As Sugababes e os produtores e programadores da música, Flex Turner e Elliot Malloy, receberam co-escritores de créditos na música. "Denial" foi combinada por Jeremy Wheatley no Twenty One Studios, em Londres, com a ajuda de Richard Edgeler. Os instrumentos da música foram fornecidos por Pete Boxsta Martin e Wheatley. Quando o Metro, perguntou a Brown sobre seus sentimentos em relação à propriedade do grupo na música, ela respondeu: "Quando você escreve músicas para outras pessoas, você tem que deixá-lo ir, é sua propriedade, eles têm que interpretá-lo da maneira que eles sentem, Você não pode ser muito preciso sobre isso, caso contrário você não o teria oferecido em primeiro lugar."
"Denial" foi confirmada para lançamento em janeiro de 2008 como o quarto e último single de Change, e o 21º single das Sugababes em geral. A Island Records lançou "Denial" como download digital no Reino Unido em 10 de março de 2008. O CD foi disponibilizado em 17 de março de 2008. A sua libertação coincidiu com o início da Change Tour do grupo, que começou em 13 de março de 2008 em Brentwood (Essex). "Denial" foi lançado como CD single na Alemanha em 25 de abril de 2008. Em outubro de 2007, as Sugababes cantaram uma versão cover de "Hey There Delilah" de Plain White T's no Live Lounge da BBC Radio 1 como o lado B para "Negação". "Denial" foi remixada pelo disc jockey americano Ian Carey.

## Composição
"Denial" é uma canção Europop midtempo com elementos de rock suave.soft rock. Sua instrumentação é fornecida por uma guitarra, teclado, bateria e sintetizadores. A música contém uma amostra do gancho de baixo de "Standing in the Way of Control" de The Gossip. Kim Dawson do Daily Star, comparou a linha de baixo da música com a que apareceu em "One Minute", uma música do álbum My December de Kelly Clarkson. A abertura de "Denial" é evocativa da música "Fashion" de David Bowie, embora transite para o som de músicas interpretadas pela australiana Kylie Minogue. "Denial" é composta por soft rock de staccato, que são processados por um coral melancólico e harmonioso. O Nick Levine, da Digital Spy, comentou a transição composicional da música, escrevendo: "O" Denial "monta sua linha de baixo elástica para um refrão transcendente e inspirado melodicamente". As harmonias do grupo são apoiadas por sintetizadores quentes e música rock suave dos anos 80. A música contém Solo pelo grupo Heidi Range, e é aberto com a linha "Vejo o modo como o vento sopra como mentes abertas para nós". "Denial" explora temas de amor não correspondido, como observou Peter Murphy do Hot Press.

## Recepção

### Recepção crítica
Alexis Petridis, do The Guardian, classificou "Denial" como uma "música pop à prova de balas belamente criada", enquanto a critica Sarah Walters do Manchester Evening News, descreveu a faixa como "um hit de disco,". Levine da Digital Spy avaliou a canção quatro de cinco estrelas; Eu considerei isso como "brilhantemente viciante" e "mais inventivo do que um cachorrinho Labrador em Ritalin, mas também com classe". O crítico do Birmingham Mail, Sean Coleman, elogiou a emoção das Sugababes e a performance vocal harmoniosa na música, que o considera como o destaque de Change. Fraser McAlpine do BBC, deu a "Denial" uma classificação completa de cinco estrelas e destacou a performance vocal das Sugababes acompanhada pela "emoção crua e frágil" na música. A equipe ChartBlog da BBC listou a música em sua lista de "melhores de 2008", descrevendo o refrão como "a cereja no bolo". Andreas Borcholte da revista de notícias alemã Der Spiegel, destacou positivamente a canção em comparação com as faixas de preenchimento do álbum.
A música também recebeu respostas negativas. Um jornalista do Stornoway Gazette o chamou de "descartável", apesar das harmonias "inegavelmente adoráveis", e afirmou que a música não teria impacto na qualidade do Change, se não aparecer no álbum. Tom Young da BBC escreveu que a faixa "tropeça torpemente" devido à amostra de "Standing in the way of Control" em sua composição. Um escritor do The Scotsman, criticou-o como de qualidade inferior, observando suas "imagens sexuais insuportáveis" e "observação desconcertante" no meio dos oito. Lauren Murphy, crítico da Entertainment Ireland, definiu a música como "pop de variedades de jardim" e escreveu que sugere que as Sugababes "possam estar perdendo seu toque mágico".

### Comercial
"Denial" estreou no UK Singles Chart em 8 de março de 2008 no número 64, com base em downloads digitais de Change. A canção passou do número 34 para o número 15 na edição de 22 de março de 2008 com vendas de 9.580 exemplares. Ele manteve essa posição por duas semanas consecutivas, enquanto no geral ficou 11 semanas. Em abril de 2010, o single vendeu aproximadamente 90.000 cópias no Reino Unido, colocando-a na lista de músicas mais vendidas do grupo. A música teve sucesso semelhante no Irish Singles Chart, onde foi estreado no número 50 e atingiu o pico de número 18 na edição de 20 de março de 2008. O sigle passou dez semanas no gráfico. "Denial" apresentou-se melhor no Czech Singles Chart, onde apareceu pela primeira vez no número 92 e, dezasseis semanas após sua estréia, atingiu o primeiro lugar por duas semanas consecutivas. No geral, o single ficou 62 semanas não consecutivas no gráfico.
"Denial" entrou no Austrian Singles Chart em 9 de maio de 2008 no número sete e alcançou o número quatro duas semanas depois. Ele apareceu no quadro por 21 semanas, e foi colocado 43º na lista da Áustria de melhores singles de 2008. "Denial" tornou-se o single de liderança não-líder das Sugababes no German Singles Chart, onde atingiu o pico no número 11. A música estreou no número 71 no Swiss Singles Chart na edição de 6 de abril de 2008 e chegou ao número 14 três semanas depois. No geral, passou 23 semanas no gráfico. "Denial" atingiu o número 20 no Hungarian Singles Chart e ficou em 47º na sua lista de 2008 de canções de melhor desempenho. A música alcançou o número 21 no Slovakian Singles Chart, durante duas semanas não consecutivas. "Denial" entrou no número 40 no Danish Singles Chart, enquanto no Mega Single Top 100 dos Países Baixos, onde atingiu o número 61.

## Videoclipe

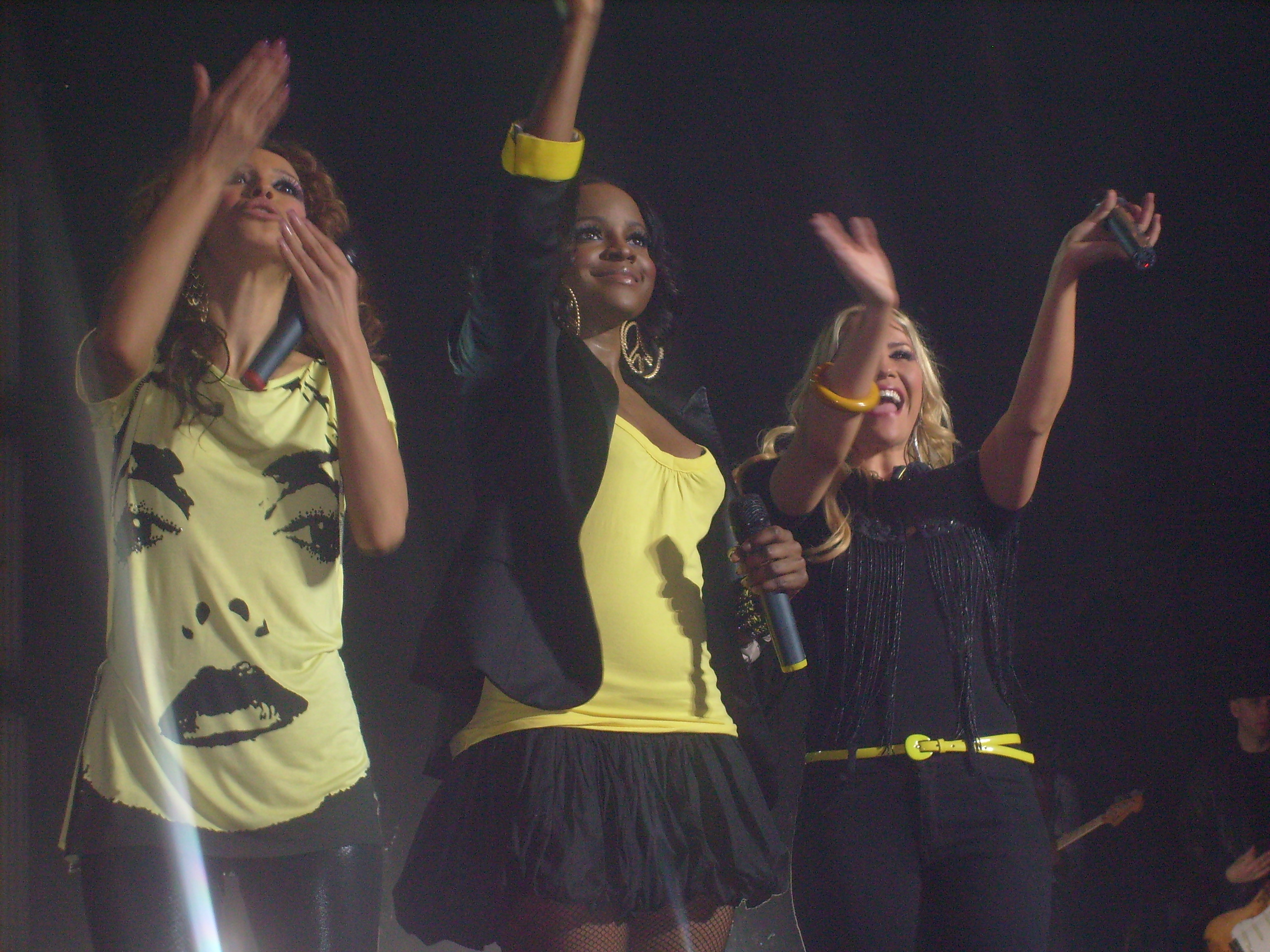
As Sugababes performando durante a Change Tour em 2008.

O videoclipe de "Denial" foi dirigido por Harvey B-Brown. Foi seu primeiro projeto de vídeo solo, após a descontinuação de sua parceria de 18 anos com Carolyn Corben. O vídeo foi produzido por Francesca Barnes, enquanto Tom Gander serviu como diretor de arte. Foi filmado em vários formatos, incluindo filme de 16 mm, filme Bolex, Super-8 e três câmeras fixas. Aman King, um artista de fumaça da Golden Square, colaborou com Brown para elaborar tratamentos das alambiques. Foram utilizados vários efeitos de filme no vídeo, incluindo correção de cores, vinhetas e grãos de filme, com a intenção de criar imagens inspiradas pela Vogue. Estreou no site oficial de Sugababes em 7 de janeiro de 2008.
Brown afirmou que queria "redefinir" o grupo e conceituar uma nova imagem que representaria sua percepção de seus povos. Descrevi a banda como "extremamente apta para o estilo" e as motivou a serem ousadas, desinibido-as e experimental. O vídeo leva influências de estilos de moda editorial e apresenta as Sugababes em vários figurinos e maquiagens. Suas roupas foram criadas com muitos tecidos recicláveis, além de jornais, sacos de lixo de plástico e celofane florista. No geral, houve 13 mudanças de fantasia. As cenas para o vídeo foram filmadas em uma ampla gama de ambientes e locais, incluindo uma fuga de incêndio, compartimento de carga e armário de armazenamento.
"Eu apostei no vídeo como um editorial de moda, usando cada centímetro do estúdio, incluindo uma fuga de incêndio, o pórtico e a baía de carregamento. Eu até fiz algumas cenas com as meninas no armário de armazenamento onde a iluminação do estúdio, eu estava atirando uma roupa em uma garota, eu estaria recebendo a próxima roupa e pronto."" —Harvey B-Brown sobre o desenvolvimento do vídeo.
As artes digitais chamaram o vídeo de "um assunto excepcionalmente exagerado" e escreveram que os efeitos criaram "imagens exuberantes e opulentas que capturam o zumbido, a atitude e a postura de uma cena da alta moda". Coleman do Birmingham Mail, descreveu o clipe como "incrível". O vídeo tornou-se um dos favoritos das integrantes Sugababes para gravar e as inspirou a usar roupas mais ousadas e dramáticas na Change Tour em 2008. De acordo com London Evening Standard, o grupo conseguiu adotar um estilo mais sofisticado e maduro com a assistência de vários estilistas.

## Performances ao vivo
"Denial" foi uma das três canções do Change que a Sugababes cantou no indig02 de Londres em 14 de setembro de 2007. A aprresentação foi parte de um show para promover o lançamento do single principal do álbum "About You Now". Elas cantaram "Denial" em março de 2008 na oitava temporada do programa de televisão britânico Ant & Dec's Saturday Night Takeaway.. A música foi incluída na set list para a turnê Change de 2008 do grupo. O seu desempenho na Câmara Municipal de Newcastle atraiu uma resposta positiva de Kat Keogh do The Journal, que escreveu que a música "entalou-se perfeitamente" entre as canções mais conhecidas do grupo. As Sugababes cantaram "Denial" no Festival Oxegen de 2008 como parte de uma set list, que incluiu seus singles individuais como "Freak Like Me", "Round Round", "Hole in the Head" e "Push the Button", além de outras faixas de Change. No meio do show, as dificuldades técnicas com os microfones surgiram e o trio foi forçado a atrasar seu desempenho enquanto o problema estava sendo corrigido. A banda cantou "Denial" em julho de 2009 no Riverside Cricket Ground, County Durham como parte da set list.

## Faixas
| - CD single 1. "Denial" (Edição de rádio) – 3:29 2. "Hey There Delilah" (Radio One Live Lounge) – 3:54 3. "Denial" (Ian Carey Vocal Mix) – 7:04 4. "Denial" (Sanna & Pitron Remix) – 8:25 - Digital download 1. "Denial" (Edição de rádio) – 3:29 | - Remix Bundle (EP) 1. "Denial" (Ian Carey Vocal Mix) – 7:04 2. "Denial" (Max Sanna & Steve Pitron Remix) – 8:25 - Remixes (EP) 1. "Denial" (Ian Carey Vocal Mix) – 7:04 2. "Denial" (Max Sanna & Steve Pitron Remix) – 8:25 3. "Denial" (Totally Enormous Extinct Dinosaurs – Microceratops Remax) – 4:06 |

## Desempenho nas tabelas musicais

### Paradas semanais
| Chart (2008)                                   | Maior posição |
| ---------------------------------------------- | ------------- |
| O campo songid é OBRIGATÓRIO PARA PARADA ALEMÃ | 11            |
| Áustria (Ö3 Austria Top 75)                    | 4             |
| Bélgica (Ultratip Bubbling Under de Flandres)  | 4             |
| Dinamarca (Hitlisten)                          | 40            |
| Eslováquia (Rádio Top 100)                     | 21            |
| Europa (Billboard Hot 100 Singles)             | 26            |
| Hungria (Rádiós Top 40)                        | 20            |
| Irlanda (IRMA)                                 | 18            |
| Países Baixos (Single Top 100)                 | 61            |
| Polônia (Airplay Chart)                        | 3             |
| Reino Unido (Official Charts Company)          | 15            |
| República Checa (Rádio Top 100)                | 1             |
| Suíça (Schweizer Hitparade)                    | 14            |
| Turquia (Turkish Singles Chart)                | 57            |